# 福岡県道741号中川北野線
福岡県道741号中川北野線（ふくおかけんどう741ごう なかがわきたのせん）は、福岡県三井郡大刀洗町から久留米市に至る一般県道である。

## 概要
三井郡大刀洗町大字中川から久留米市北野町今山に至る。市町境近くを起点としており、ほとんどの区間が北野町に存在する。床島用水に沿って北東から南西に向かう。

### 路線データ
- 起点：福岡県三井郡大刀洗町大字中川（福岡県道740号上高橋善導寺停車場線交点）
- 終点：福岡県久留米市北野町今山（上今山交差点、福岡県道53号久留米筑紫野線交点、福岡県道739号豊田北野線終点）

## 地理

### 通過する自治体
- 三井郡大刀洗町
- 久留米市

### 交差する道路
| 交差する道路                                       | 市町村名 | 市町村名 | 交差する場所 | 交差する場所        |
| -------------------------------------------------- | -------- | -------- | ------------ | ------------------- |
| 福岡県道740号上高橋善導寺停車場線                  | 三井郡   | 大刀洗町 | 大字中川     | 起点                |
| 福岡県道53号久留米筑紫野線                         | 久留米市 | 久留米市 | 北野町中     |                     |
| 福岡県道53号久留米筑紫野線 福岡県道739号豊田北野線 | 久留米市 | 久留米市 | 北野町今山   | 上今山交差点 / 終点 |

### 交差する鉄道
- 西鉄甘木線

### 沿線
- 陣屋川
- 床島用水
- 西鉄甘木線 北野駅